# Tom Clancy’s Splinter Cell: Double Agent
Tom Clancy’s Splinter Cell: Double Agent (рус. Tom Clancy’s Splinter Cell: Двойной Агент) — видеоигра, четвёртая часть серии Splinter Cell, разработанная и изданная компанией Ubisoft, вышедшая в 2006 году. Сценаристом серии является известный американский писатель Том Клэнси. Сэм Фишер, специальный агент секретного подразделения «Третий эшелон» проникает в террористическую организацию в качестве двойного агента. Он должен помешать террористам использовать их ядерные заряды и также не раскрыть себя. Фишеру неожиданно приходится делать моральный выбор между спасением миллионов и смертью единиц.
Существуют три версии игры, различающихся уровнями, сюжетными поворотами и дизайном. Первая версия была разработана студией Ubisoft Shanghai, которые также занимались созданием Tom Clancy's Splinter Cell: Pandora Tomorrow, и вышла на Xbox 360, PC и PlayStation 3. Вторая версия была разработана Ubisoft Montreal (Tom Clancy's Splinter Cell и Tom Clancy's Splinter Cell: Chaos Theory) и вышла на Xbox, PlayStation 2, Nintendo GameCube и Nintendo Wii. Версии игры на Xbox 360/PC/PS3 имеют обновлённый игровой движок, поддерживающий все известные технологии улучшения изображения, в то время как версии для Xbox/PS2/GameCube/Wii используют стандартный движок, использовавшийся в других сериях Splinter Cell. Третья версия для мобильных устройств создавалась Gameloft.

## Сюжет

### PC, PlayStation 3, Xbox 360[2]
Сэм Фишер вместе с молодым напарником выполняет разведывательное задание АНБ. Цель — исландская геотермальная электростанция. Но напарник подставляется и дает себя обнаружить врагам, пытаясь сдаться. Его расстреливают на глазах Сэма, который с трудом предотвращает запуск ракеты террористами. Когда его подбирает вертолёт, Ламберт сообщает о смерти его дочери Сары. Это очень сильно задевает Сэма и он выбрасывает трифокальные очки в море.
По просьбе Фишера Ламберт даёт ему задание стать двойным агентом и внедриться в террористическую сеть под названием Армия Джона Брауна — АДБ. Сэма помещают в Элсвортскую тюрьму, где также сидит пойманный член АДБ — Джейми Вашингтон. Сэм по заданию АНБ подружился с Джейми и через некоторое время должен был завоевать его доверие, подготовив план побега. Джейми устроил драку в тюрьме, а когда охрана начала разнимать осуждённых, те набросились на них и отобрали оружие, после чего началась перестрелка. А в это время Фишер, сбежавший через сделанную им дыру, проник в центральную охранную башню и стал пробираться наверх. Там они с Джейми захватывают новостной вертолёт и улетают из тюрьмы. После этого Вашингтон решает пригласить Сэма в АДБ и приводит его в штаб-квартиру террористов на окраине Нью-Йорка. Там Фишер знакомится с членами АДБ — Эмилем Дюфраном, лидером банды; Карсоном Моссом, начальником безопасности; симпатичной девушкой, отвечающей за техническую часть, Энрикой Виллабланкой; и Стенли Дейтоном, программистом. Также по приказу АНБ, Фишеру необходимо разместить разнообразные жучки по всей штаб-квартире и искать там важную информацию.
Затем Сэма отправят на первое задание АДБ — его десантируют во льды Охотского моря, где он должен в одиночку захватить огромный танкер, застрявший во льдах. После удачного выполнения задания, Сэм с Дюфраном летят на вертолёте в Шанхай на переговоры с пакистанским ядерщиком, где, после посадки, их встречает Мосс. Но Фишера на переговоры не пускают, а АНБ даёт задание подслушать их. В итоге Фишер и АНБ узнаёт, что АДБ готовит теракты с использованием бомбы из красной ртути и Дюфран хочет проверить первую на роскошном круизном лайнере в Мексике. Фишера привозят в штаб-квартиру в Нью-Йорке, где он с Энрикой обговаривает последние детали, после чего получает задание разместить бомбу на лайнере. В то же время вживленный микрочип Сэма перестал работать и Ламберт вынужден тайно встретиться с ним перед штабом АДБ. В планы АДБ входит взрыв судна, но начальство Фишера даёт задание помешать теракту. В этом случае Эмиль убьёт Энрику (если доверие упадет до нуля, Эмиль убьет и Фишера), в противном — погибнет много людей. Каков бы ни был результат испытания бомбы, Эмиль берёт Сэма на новые переговоры с другими террористами — в Киншасу, которая охвачена боями гражданской войны. Фишер подслушивает переговоры, а потом, по заданию Эмиля, отправляется в город, чтобы убить агента ЦРУ Хамсу. Дальше Фишеру предстоит выбор: убить Хамсу, потеряв доверие АНБ, или спасти его, потеряв доверие АДБ. После этого Сэма снова привозят в Нью-Йорк, где к взрыву готовятся две бомбы, с одной из которых уезжает Мосс. Тем временем оказывается, что террористы поймали Ламберта, находившегося рядом с штаб-квартирой. Джейми Вашингтон просит Сэма убить Ламберта, но тот может вместо своего настоящего босса застрелить и Джейми. Дальше Сэм должен остановить Эмиля и обезвредить его бомбу, по пути он расквитается со Стенли Дейтоном — одним из лидеров АДБ. Когда Эмиль и бомба будут обезврежены, Сэм возьмётся за ещё одну бомбу, которую Мосс на своём катере хочет взорвать прямо у Нью-Йорка. Сэм убивает Мосса, обезвреживает бомбу и убегает с корабля, который после этого взрывается.

### Концовки
Финальные события зависят от спасения следующих трёх целей: круизного лайнера, Хишама и Ламберта. Варианты развития событий можно перемешивать, но если этого избегать, то получится следующее:
- За АНБ / NSA — Сэм спасает 2 из 3 целей и доверие за АНБ превышает 33%. В штабе Сэм щадит Коула Йегера, которого убивает Джейми Вашингтон; в Охотском море оставляет в живых весь персонал корабля, включая прилегающие к нему территории; в Шанхае убивает члена АДБ Ахмата Асвата; предотвращает взрыв бомбы на круизном лайнере, подставляя Энрику, за что Эмиль её и убивает; спасает и помогает Хишаму Хамса сбежать из Киншасы; в штабе АДБ убивает Ламберта (или спасает его, убивая Джейми Вашингтона), убивает всех членов АДБ, включая весь персонал здания и обезвреживает бомбу; здание штурмует SWAT и преследует Сэма, Сэм скрывается от погони и избегает захвата, переодеваясь в одного из офицеров и отправляется в гавань Нью-Йорка, где убивает Карсона Мосса, попутно обезвреживая последнюю бомбу. Это единственная каноничная концовка, по завершении которой появляется надпись "Продолжение следует...".
- За АДБ / JBA — Сэм ликвидирует 2 из 3 целей при доверии АНБ выше 33%, или же спасает 2 из 3 целей при доверии за АНБ ниже 33%. В штабе Сэм убивает Коула Йегера; в Охотском море убивает весь персонал корабля, включая прилегающие к нему территории; в Шанхае оставляет в живых члена АДБ Ахмата Асвата; позволяет бомбе взорваться на круизном лайнере, сохранив жизнь Энрике; подрывает танки и убивает Хишама Хамса в Киншасе; в штабе АДБ убивает Ламберта и оставляет в живых всех членов АДБ, включая весь персонал здания (а Энрика отдаёт Сэму его винтовку с очками) и обезвреживает бомбу; здание штурмует полиция SWAT, пытается взять в плен Сэма, но тот использует дымовую гранату и ускользает.
- 50 / 50 — Доверие за АНБ больше 33% и 1 из 3 целей сохранена (корабль, Хишам или Ламберт). В финале Сэм поднимает руки и сдаётся, здание штурмует полиция SWAT, берёт Сэма в плен и отправляет в тюрьму, обвиняя в убийстве и заговоре с целью совершения терроризма, на что тот признает себя «невиновным» и сбегает в дальнейшем.
  - Вариант 1. Сэм прерывает сигнал бомбы на круизном лайнере, подставляя себя, за что Эмиль убивает Энрику; позволяет умереть Хишаму от рук террористов и спасает жизнь Ламберта.
  - Вариант 2. Сэм позволяет бомбе взорваться на круизном лайнере, сохранив жизнь Энрике; сохраняет жизнь Хишаму или Ламберту; в штабе АДБ Сэму даёт винтовку с очками Энрика и открывает ему дверь, он допрашивает Энрику и убивает её.

### PlayStation 2, Xbox, Wii, GameCube[3]

Сэм над врагами.

Первая миссия начинается в Исландии, но происходит в другое время днём. Сэм Фишер и Хишам Хамса спускаются по верёвке с горы. Их задача — прошерстить фабрику на наличие оружия и допросить начальника базы. Вскоре они разделяются. Дойдя до комнаты переговоров, Сэм видит, как террорист и Эмиль Дюфран (глава АДБ) разговаривают о покупке оружия. Но его уже украл Алехандро Такфир (один из компаньонов Эмиля). Эмиль недоволен положением вещей. Вскоре Ламберт отзывает его, так до конца и не найдя списки покупателей, объяснив тем, что это связано с его дочерью и Фишер подчиняется. Когда Сэм уходит, демонстрируется заставка, как и в ПК-версии, где Ламберт говорит о том, что у Сэма погибла дочь, на что тот берёт на себя самую тяжёлую миссию.
Вторая миссия — Эллсворт, Тюрьма. Начинается она с того, что Сэм проползает в лаз под кроватью и встречается со своим новым другом — Джейми Вашингтоном. Сэм говорит, что одной рации им недостаточно и Сэм идёт красть вторую. После удачной кражи, Джейми ему сообщает, что начался обход. У Сэма есть полторы минуты, чтобы вернуться в камеру. Когда Сэм возвращается, охранник говорит, что пришёл посетитель — Ламберт. Он говорит, что этой ночью два агента «Третьего эшелона» проникнут в тюрьму и устроят побег. Также он говорит, что Барнэм, которого ненавидит Джейми, нужен Эшелону как свидетель. У игрока появляется выбор — убить его в драке или оглушить. Независимо от выбора, охранник бросит гранату с усыпляющим газом, ликвидировав обоих. Но если Сэм убивает Барнэма, Джейми даст ему пистолет от убитого им же охранника. После удачного побега Фишера принимают в АДБ. Он говорит Уильямсу об их главных участниках: Эмиль — босс, Мосс — начальник охраны, Билли Джо Сайкс — программист и Энрика — доктор и техник. И тут ещё одно расхождение (кроме имени программиста) — Коул Егер. Если в ПК-версии он был пилотом украденного вертолёта, то тут он — работник АДБ и, по совместительству, информатор Кадира. В следующей миссии нужно скрытно пройти в охраняемую территорию АДБ, поставить подслушивающие жучки, собрать отпечатки пальцев и сделать выбор — убить Егера, получив уважение АДБ или оставить его Эшелону как свидетеля. В отличие от ПК-версии игры, можно оглушать и допрашивать охрану и здесь нет зон, где на персонажа не реагируют.
В следующей миссии предстоит угнать Новоорлеанский денежный поезд. Деньги понадобятся на покупку бомб — «красной ртути». Ламберт играет роль нелегального торговца оружием и контактирует с АДБ, продавая им оружие Эшелона. После удачного угона поезда, Сэма отправляют на Козумель протестировать новенькую бомбу. В начале миссии с Сэмом связывается Ламберт и говорит, что Уильямс стал не уверен в Фишере и сообщил мексиканской полиции, что на борту бомба. Те, в свою очередь, начали проверку корабля. В отличие от ПК-версии, миссия происходит ночью и Фишер не проводил ночь с Энрикой. Так же, как и в ПК-версии у игрока есть выбор — взорвать бомбу, убив свыше двух тысяч человек или запустить в сотовый телефон Энрики вирус, чтобы бомба не активировалась. Но если в ПК-версии Сэм не взорвёт бомбу, Эмиль застрелит Энрику, здесь же главного героя избивают.
Независимо от выбора, Сэма отправляют в Охотское море на корабль контрабандистов. Эмиль хочет украсть его для своих друзей. В отличие от ПК-версии, миссия проходит ночью. Эмиль приказывает Сэму убить контрабандистов, чтобы они не очнулись и не начали стрелять в его людей, когда они прибудут. Ламберт говорит, чтобы Сэм их оглушил (на ПК-версии Ламберту было всё равно). Когда Сэм пробирается на корабль и подходит к комнате капитана, тот говорит, что заложил 4 бомбы в машинном отделении, мотивируя это тем, что это его корабль и он никому не достанется и даёт Сэму 10 минут на их обезвреживание. После обезвреживания первой бомбы капитан сокращает время до 3 минут. После обезвреживания бомб Сэм нейтрализует остальных людей.
После этого Сэма отправляют в качестве охранника в Киншасу. Используя жучок, Сэм в самом начале миссии узнаёт, что Эмиль, Рахим и Массуд хотят взорвать три бомбы в трёх городах. Встреча заканчивается на том, что Массуду кто-то звонит и тот покидает встречу. Начинается миссия опять же ночью, в отеле и без оружия (кроме ножа и очков). Эмиль говорит, чтобы Сэм проверил офис Массуда на предмет шпионажа. После проникновения, Сэм находит документы, доказывающие его лояльность. Затем Сэм приходит в комнату Эмиля. Дюфран говорит Фишеру о «крысе» — это Хишам Хамса, и его нужно убить. Но, как и на ПК, у игрока есть выбор. Если убить Хишама, то к Фишеру повысится уважение АДБ, в противном случае Хишам даст шприц, который автоматически применяется, когда у Сэма остаётся мало здоровья. После выбора, Сэм зачищает территорию и его забирают. В отличие от ПК-версии, Сэм на этой миссии практически не покидает отель.
После этого агент снова отправляется в штаб АДБ. В заставке Сэм говорит Уильямсу, что троица заложила 5 бомб в трёх городах (Лос-Анджелес, Нэшвиль и Нью-Йорк). Задача Сэма — взять образец красной ртути и обезвредить бомбы, находящиеся в штабе АДБ. В отличие от первой миссии в штабе, игрок идёт на другую часть запретной территории. Но по её ходу выясняется, что Эмиль раскрыл Ламберта. Появляется выбор — убить Ламберта или отправить письмо, где говорится, что тот не агент, тем самым раскрыв себя. Раскрыв Ламберта, Карсон Мосс убьет его, но, раскрыв себя, в следующей части Splinter Cell: Essentials появится промежуточная миссия, где Сэм должен заменить свой голос и восстановить прикрытие, но Эмиль все равно прикажет Сэму убить Ламберта, что он и сделает.
Последняя миссия происходит в Нью-Йорке. Задача Сэма — обезвредить другие установленные бомбы. Фишер и другие наёмники АДБ прыгают с самолёта на парашюте, но, когда Фишер уже спрыгнул, Сайкс сообщает Эмилю, что Фишер — шпион Эшелона, и Эмиль прыгает из почти что закрывшегося отсека самолёта. В начале миссии Фишер сообщает Уильямсу, что его раскрыли и тот говорит Сэму, чтобы он убил всех членов АДБ без исключений, включая Энрику. Фишер недоволен этим, но он соглашается, оставляя Энрику в живых. Фишер убивает всех террористов, потом находит Джейми и Сайкса, убивая обоих.
После того, как Сэм проходит на другой небоскрёб по верёвке, он встречает Энрику, которой обещает, что после всего этого они уедут вместе. Она ему сообщает местоположение Мосса и Эмиля. Сэм находит Мосса и убивает его. Наконец он находит Эмиля с последней бомбой, но тот застаёт Сэма врасплох, отстрелив у него из рук автомат и заставив выкинуть пистолет. Эмиль разочаровывается в Фишере и стреляет, но Сэм отпрыгивает от пулемётной очереди в сторону и пробирается через лазеры до Эмиля, которого он убивает.
Демонстрируется ролик, где Энрика, вышедшая на заснеженную крышу, видит человека вдалеке и кричит: «Сэм! Это ты?». Происходит несколько выстрелов, и выбегающий Сэм обнимает Энрику, которая умирает у него на руках. Её убийца, неидентификационный агент Третьего эшелона, подходит к трупу, но не находит Сэма. Через несколько секунд Сэм выпрыгивает из снега и перерезает горло неизвестному агенту. В последнем ролике Сэм обвиняет Реддинга в убийстве Энрики, но тот утверждает, что та была террористкой и получила по заслугам. В ответ на это Сэм вытаскивает ножом из своего уха вживленный микрочип, с помощью которого общался на протяжении всей истории.

### Кооперативный режим
Два агента Третьего эшелона действуют одновременно с Сэмом и Хишамом в Исландии, помогая им в выполнении главных задач, но находятся в других точках базы. После этого они также проникают в Эллсвортскую тюрьму, чтобы помочь Сэму вместе с Джейми Вашингтоном сбежать из неё. Затем они помогают Сэму в Киншасе, саботируя завод по производству Красной Ртути и в финале, когда Сэм зачищает агентов АДБ и обезвреживает бомбы, они разбираются с захваченным террористами кораблём «Рублёв», обезвреживая на нём бомбы, идущие в Лос-Анджелес.

### Концовки
Варианты развития событий можно перемешивать, но если этого избегать, то получится следующее:
- За АНБ / NSA — в Исландии Сэм оглушает террористов; в тюрьме оглушает Барнэма, Джейми забирает пистолет у охранника и оставляет себе, оглушая охранников; в штабе передаёт Коула Йегера Ламберту в тюрьму для допроса; оставляет начальника станции поезда и остальных свидетелей в живых; запускает вирус в телефон Энрики, деактивируя механизм бомбы; оставляет в живых весь персонал корабля в Охотском море и попадает в плен, выполняя задачу АНБ по поиску груза; помогает Хишаму Хамса сбежать из Киншасы, попутно убивая всех террористов; обезвреживает бомбы в штабе АДБ, направляющиеся в Лос-Анджелес и Нэшвилль; выдает себя за шпиона, спасая Ламберту жизнь; в Нью-Йорке убивает всех членов АДБ, включая их людей.
- За АДБ / JBA — в Исландии Сэм убивает террористов; в тюрьме убивает Барнэма, Джейми забирает пистолет у охранника и отдаёт Сэму, убивая охранников; в штабе говорит о предателе Эмилю, Коула Йегера убивают; убивает начальника станции поезда и остальных свидетелей; позволяет бомбе взорваться, направляя сигнал Эмилю (корабль взрывается, погибает 2156 человек); убивает весь персонал корабля в Охотском море и избегает плена; убивает Хишама Хамса и оставляет в живых всех террористов в Киншасе; позволяет бомбам покинуть штаб АДБ, бомбы взрываются в Лос-Анджелесе и Нэшвилле и президент США Дэвид Бауэрс гибнет; выдает Ламберта за шпиона, его убивает Карсон Мосс; в Нью-Йорке убивает всех членов АДБ, исключая их людей.
- 50 / 50 — под конец в штабе АДБ Сэм обезвреживает одну из двух бомб, а второй позволяет покинуть штаб и взорваться либо в Лос-Анджелесе либо в Нэшвилле.

## Критика
| Сводный рейтинг           | Сводный рейтинг | Сводный рейтинг | Сводный рейтинг | Сводный рейтинг | Сводный рейтинг | Сводный рейтинг | Сводный рейтинг | Сводный рейтинг |
| Издание                   | Оценка          | Оценка          | Оценка          | Оценка          | Оценка          | Оценка          | Оценка          | Оценка          |
| Издание                   | GC              | PC              | PS2             | PS3             | Wii             | Xbox            | Xbox 360        | Мобильные       |
| ------------------------- | --------------- | --------------- | --------------- | --------------- | --------------- | --------------- | --------------- | --------------- |
| GameRankings              | 64 %            | 81,32 %         | 84,40 %         | 78,94 %         | 61,36 %         | 89,31 %         | 85,12 %         | N/A             |
| Metacritic                | 64/100          | 80/100          | 84/100          | 78/100          | 61/100          | 89/100          | 85/100          | N/A             |
| Иноязычные издания        |                 |                 |                 |                 |                 |                 |                 |                 |
| Издание                   | Оценка          | Оценка          | Оценка          | Оценка          | Оценка          | Оценка          | Оценка          | Оценка          |
| Издание                   | GC              | PC              | PS2             | PS3             | Wii             | Xbox            | Xbox 360        | Мобильные       |
| Edge                      | N/A             | N/A             | N/A             | N/A             | N/A             | N/A             | 8/10            | N/A             |
| EGM                       | N/A             | N/A             | N/A             | N/A             | N/A             | N/A             | 8,33/10         | N/A             |
| Eurogamer                 | N/A             | N/A             | N/A             | 8/10            | N/A             | N/A             | 9/10            | N/A             |
| Game Informer             | N/A             | N/A             | N/A             | N/A             | N/A             | N/A             | 9/10            | N/A             |
| GamePro                   | N/A             | N/A             | N/A             | N/A             | 3/5             | N/A             | 4,25/5          | N/A             |
| GameRevolution            | N/A             | N/A             | N/A             | N/A             | N/A             | N/A             | B+              | N/A             |
| GameSpot                  | 6,1/10          | 8/10            | 8,2/10          | 8/10            | 6,2/10          | 8,5/10          | 8,5/10          | N/A             |
| GameSpy                   | [ 34 ]          | [ 35 ]          | [ 36 ]          | [ 37 ]          | N/A             | [ 38 ]          | [ 39 ]          | N/A             |
| GameTrailers              | N/A             | N/A             | N/A             | N/A             | N/A             | N/A             | 8,9/10          | N/A             |
| GameZone                  | N/A             | 8,1/10          | N/A             | N/A             | N/A             | N/A             | 9,2/10          | N/A             |
| IGN                       | N/A             | 9/10            | 8,7/10          | 7,9/10          | 5,5/10          | 9/10            | 9/10            | 7,9/10          |
| Nintendo Power            | 4,5/10          | N/A             | N/A             | N/A             | 6/10            | N/A             | N/A             | N/A             |
| OXM                       | N/A             | N/A             | N/A             | N/A             | N/A             | 9/10            | 9/10            | N/A             |
| PC Gamer (US)             | N/A             | 68 %            | N/A             | N/A             | N/A             | N/A             | N/A             | N/A             |
| The Sydney Morning Herald | N/A             | N/A             | N/A             | N/A             | N/A             | N/A             | [ 55 ]          | N/A             |
| USA Today                 | [ 56 ]          | [ 56 ]          | [ 56 ]          | N/A             | [ 56 ]          | [ 56 ]          | [ 56 ]          | N/A             |

- В ноябрьском выпуске 2006 года великобританский журнал Official Xbox Magazine дал версии Xbox 360 оценку 8/10.
- В декабрьском выпуске 2006 года великобританского Official PlayStation Magazine дал версии PlayStation 2 оценку 8/10.
- Американский OXM поставил 9/10.
- IGN дал «Double Agent» 9.0/10. Однако PS2-версии он поставил 7.9 за низкую частоту кадров.

### Награды
- «Best Xbox Action Game of 2006» от IGN.
- «Best Original Score of 2006» от IGN.
- Номинирована AIAS на «Лучшую Экшен/Приключенческую игру», «Лучшего героя мужчину», «Лучший дизайн звука» и «Лучшую музыку» в 2006.
- «Лучшая экшен игра» и «Игра года» от TeamXbox за Xbox-версию.
- «Игра года» и «Лучшая экшен игра» от GameSpy за Xbox-версию.
- «Экшен-приключенческая игра года» от Official Xbox Magazine — февраль 2007.
- «Кооперативная игра года» от Official Xbox Magazine — февраль 2007.